# Lorde Byron
George Gordon Byron, 6.º Barão Byron FRS (Londres, 22 de janeiro de 1788 – Missolonghi, 19 de abril de 1824), conhecido como Lorde Byron, foi um poeta britânico e uma das figuras mais influentes do romantismo. Entre os seus trabalhos mais conhecidos estão os extensos poemas narrativos Don Juan, A Peregrinação de Childe Harold e o curto poema lírico She Walks in Beauty.
Byron é considerado um dos maiores poetas britânicos, e permanece vastamente lido e influente. Ele percorreu toda a Europa, especialmente Itália, onde viveu durante sete anos. No fim da vida, Byron juntou-se à Guerra de independência da Grécia contra o Império Otomano, motivo pelo qual muitos gregos reverenciam-no como um herói nacional. Morreu aos trinta e seis anos de idade de uma febre contraída em Missolonghi. Muitas vezes descrito como o mais extravagante e notório dos maiores poetas românticos, Byron foi tanto festejado quanto criticado em sua vida pelos excessos aristocráticos, incluindo altas dívidas, numerosos casos amorosos com homens e mulheres (como, por exemplo, com a meia-irmã da escritora Mary Shelley, Claire Clairmont), além de boatos de uma relação escandalosa com sua meia-irmã, autoexílio e bissexualidade.

## Primeiros anos
Mayne afirma que George Gordon Byron nasceu em 22 de janeiro de 1788 em Londres e outra fonte afirma ter sido em Dover. Era filho do capitão John "Mad Jack" Byron e sua segunda esposa, Catherine Gordon.
Conta-se que John Byron era um soldado violento e que acumulava monstruosas dívidas, fato que, dentre outros, rendeu-lhe o apelidou de “Jack Louco”. O pai de Byron seduzira anteriormente a Marquesa de Carmarthen com quem se casou depois que esta se divorciou de seu marido. O tratamento que ele lhe conferia foi considerado "brutal e vicioso" e ela morreu após o nascimento de duas filhas, das quais apenas a primeira sobreviveu: a meia-irmã de Byron, Augusta.
Logo depois da morte de lady Conyers, John Byron foi “afogar suas mágoas” em Bath, um balneário em moda na época. Lá conheceu Catherine de Gight, uma órfã e herdeira escocesa. Catherine era feia: pequena, gorda, com pele corada demais e nariz comprido. Porém, possuía algo em que John Byron se interessava: era herdeira de 23 mil libras, destas, três mil liquidas e o resto representado pela propriedade de Gight, direitos de pescas de salmão e ações de um banco em Aberdeen.

## A família Byron
Ethel Colburn Mayne afirma que George Gordon Byron nasceu em 22 de janeiro de 1788, em uma casa na rua 24 Holles, em Londres. Seu local de nascimento agora está ocupado por uma filial de departamentos John Lewis. No entanto, Robert Charles Dallas em suas Recollections afirma que Byron nasceu na rua Dover. Filho do capitão John "Mad Jack" Byron com sua segunda esposa, a antiga Catherine Gordon (1811), descende do cardeal Beaton e é herdeira da propriedade Gight em Aberdeenshire, na Escócia. O pai de Byron já havia seduzido a marquesa de Carmarthen que, após se divorciar do marido, casou se com o capitão. Seu tratamento foi descrito como "brutal e vicioso", e ela morreu depois de ter dado à luz a duas filhas, sobrevivendo apenas uma, a meia-irmã de Byron, Augusta. Para reivindicar a propriedade de sua segunda esposa na Escócia, o pai de Byron adicionou "Gordon" a seu nome, tornando-se "John Byron Gordon" que, ocasionalmente foi chamado "John Byron Gordon de Gight". O próprio Byron usou esse sobrenome por um tempo e foi registrado na escola em Aberdeen como "George Byron Gordon". Com a idade de 10 anos, ele herdou a Baronha inglesa de Byron de Rochdale, tornando-se "Lord Byron" e, eventualmente, desprendeu-se do sobrenome duplo.
Os avós paternos de Byron foram o vice-almirante Hon. John "Foulweather Jack" Byron e Sophia Trevanion. John Byron tinha circunavegado o globo e era o irmão mais novo do 5º Barão Byron, conhecido como "o Senhor malvado".
Ele foi batizado na paróquia de Santa Marylebone como "George Gordon Byron", depois de seu avô materno George Gordon de Gight, um descendente de Jaime I da Escócia, que se suicidou em 1779.
Capitão "Mad Jack" Byron casou-se com sua segunda esposa pelo mesmo motivo que ele se casou com a primeira: a fortuna dela. A mãe de Byron teve que vender sua terra e o seu título para pagar as dívidas de seu novo marido e, no espaço de dois anos, a grande propriedade, que valia cerca de 23,5 mil libras esterlinas, havia sido desperdiçada, deixando a ex-herdeira com uma renda anual em confiança de apenas 150 libras. Em uma mudança para evitar seus credores, Catherine acompanhou seu marido devasso à França em 1786, mas voltou à Inglaterra no final de 1787 para dar à luz em solo inglês. Ele nasceu em 22 de janeiro no alojamento em Holles Street, em Londres.
Catherine voltou à Aberdeenshire em 1790, onde Byron passou sua infância. Seu pai logo se junta a eles ao alojamento na rua Queens, mas o casal logo se separara. Catherine regularmente tinha mudanças de humor e crises melancólicas, que poderiam explicar a razão de seu marido continuar pegando dinheiro emprestado. Como resultado, as dividas ainda pioraram por causa dele. Foi um desses empréstimos importunos que lhe permitiram viajar para Valenciennes, na França, onde morreu em 1791.
Quando o tio avô de Byron, o "perverso" Lord Byron, morreu em 21 de maio de 1798, o menino de 10 anos tornou-se o 6º Baron Byron de Rochdale e herdou a casa ancestral, Newstead Abbey, em Nottinghamshire. Sua mãe o levou orgulhosamente para a Inglaterra, porém a Abadia estava em um estado embaraçoso e, ao invés de morar lá, decidiu mudá-lo a Lord Gray de Ruthyn, entre outros, durante a adolescência de Byron.
Descrita como "uma mulher sem julgamento e auto comando", Catherine mimou e entregou seu filho ou o irritou com sua ternura caprichosa. Seu hábito de beber o enojava, e ele por vezes zombava dela, chamando-a de baixinha e gordinha, e, deste modo, tornou difícil sua educação. Ela uma vez o retaliou em um ataque de nervos e referiu-se a ele como "um pirralho coxo".
No entanto, o biógrafo de Byron Doris Langley Moore em seu livro publicado em 1974 (Contas Prestadas), descreve uma visão mais simpática da Sra Byron, mostrando como ela era uma apoiante firme de seu filho, ao ponto de sacrificar suas já escassas economias para mantê-lo em Harrow e Cambridge.
Langley Moore questiona John Galt alegando que ela entregou-se ao álcool.
Após a morte de Judith Noel, sogra de Byron, a secretária honorária Milbanke, em 1822, exigiu que ele mudasse seu sobrenome para "Noel" para herdar metade de sua propriedade. Assim, obteve uma autorização real que lhe permitiu usar apenas o sobrenome de Noel. Essa autorização também permitiu escrever o sobrenome de Noel antes de todos os títulos de honra, e, a partir desse momento, começou a assinar como "Noel Byron" (assinatura usual de um nobre, sendo apenas a nobreza, ou seja, simplesmente como "Byron"). Suas iniciais seriam lidas então como "N.B.", imitando as de seu herói, Napoleão Bonaparte. Após isso, Lady Byron conseguiu se tornar baronesa de Wentworth, tornando-se "Lady Wentworth".

## A influência dos monges
O quarto lorde Byron, que viveu no século XVII, teve dois filhos que iriam marcar pela eternidade as influências negativas dos monges sobre a família: O mais velho, quinto lorde Byron, teve seu destino marcado pelo assassinato que cometeu. Ele estava em uma taverna, conversando sobre caça, quando iniciou uma ignóbil discussão com Chaworth, que havia debochado do quinto lorde por suas desvantagens de caça.
Ambos enfrentaram-se, e Chaworth foi rasgado pela espada de Byron. O quinto e desgraçado lorde Byron foi julgado e absolvido. Porém carregou consigo o eterno peso de ser encarado como um assassino. Talvez, por isso, tenha desenvolvido um comportamento estranho durante sua vida, o mesmo comportamento que o qualificou com o apelido de “lorde mau”.
Durante a noite, ele abria as represas dos rios para destruir as usinas de fiação; esvaziava os lagos dos vizinhos; mandou construir na margem de seu lago dois pequenos fortes de pedra, e mantinha uma frota de barcos de brinquedo, os quais fazia flutuar no lago; organizava sobre seu próprio corpo corridas de grilos que, segundo seus criados, obedeciam-no.
Já seu irmão (avô do Byron poeta) não conseguia fugir da semelhante sina. “Jack Mau-Tempo”, como era chamado, era um azarado almirante, que morreu como vice-almirante em 1786. Seu apelido não era ocasional. Diziam que toda vez que Byron preparava o barco e posicionava-se sobre ele, uma forte tempestade armava-se. “Jack Mau-Tempo” teve dois filhos: o mais velho, John, pai do Byron poeta, era soldado. O segundo, Georges Anson, marinheiro.

## O nascimento e casamento com Catherine de Gight
Apesar de bem nascida, Catherine era herdeira de uma família que carregava em sua história trágicos acontecimentos. Os Gordon, representados pelo primeiro senhor de Gight, sir William Gordon, eram realmente marcados por sinas: William Gordon morreu afogado, Alexandre Gordon assassinado, John Gordon enforcado, e por aí segue. Os membros da família possuíam um temperamento semelhante aos bárbaros. Bastava alguém se intrometer em seus caminhos, que de imediato eram atacados e mortos pelos mesmos.
A ira dos Gordon não foi suficiente para impedir o casamento de Catherine com John. Desse casamento, marcado pela desgraça, nasce George Gordon Byron, o poeta que mudaria as vertentes dos movimentos literários e submeteria fiéis seguidores às suas peripécias.
Não demorou muito para a rica Catherine, se submeter às perdas irreparáveis possibilitadas pelo marido. John tratou de gastar não só a fortuna liquida, como todos os bens de Catherine. Como se não bastasse, o mesmo tinha amantes por todos os cantos, maltratava Catherine, era audacioso para conquista de suas vontades e viveu muito bem! Até morrer às mínguas: John suicidou-se pela miséria que o mesmo construiu. Tal miséria não era apenas uma consequência subjetiva, ela se alastrou também à vida de Catherine. Foi essa a herança deixada por John Byron, até então.

## George Gordon Byron: o poeta começa a descobrir o mundo

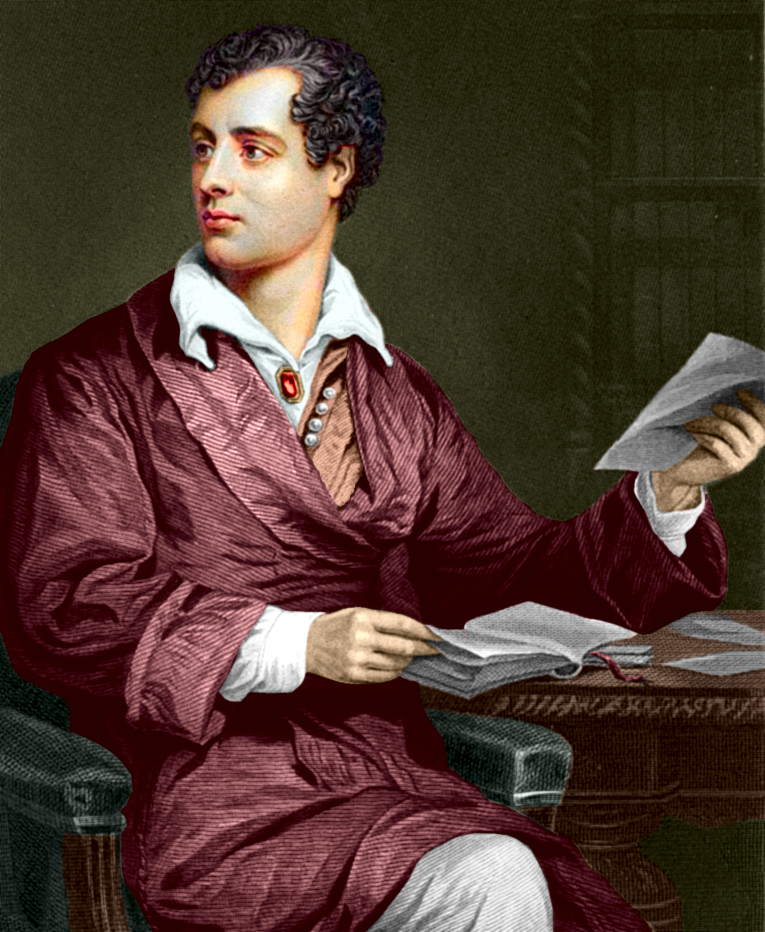
Lorde Byron

George Gordon Byron cresceu graças ao sacrifício custoso da sofrida mãe. Sozinha, Catherine se desdobrou para criar o pequeno Byron. Procurou sempre as melhores referências para que Byron fosse alguém melhor que seu pai. Porém, não era apenas de virtudes que se esbaldava Catherine: Constantemente, era abordada por um sentimento de ira e infelicidade, os quais descontava em seu filho, batendo-lhe. Além da mãe, o pequeno Byron contava com a ira incógnita de sua governanta, cujo nome era May Gray.
Sob o teto de uma criação instável, Byron ainda portava uma pequena enfermidade que o marcaria com forte veemência: ele possuía um defeito em uma das pernas, era coxo. Tal defeito foi um obstáculo enorme no desenvolvimento do garoto, que se sentia envergonhado perante os outros. O tratamento, exaustivo, também o irritava muito.
Contudo, os anátemas destinados a esse Byron, não fariam tanto efeito como pensado. O garoto possuía características peculiares que o destacavam. Apaixonou-se por literatura ao primeiro contato — ainda bem novo — com a história de Caim e Abel contada por um professor de História de sua escola. Além de tudo, foi conquistando amigos no colégio de maneira bastante surpreendente, cito: Uma certa vez, um garoto — primeiro amigo de Byron — apanhava de um tirano marmanjo. Byron, com a voz trêmula e os olhos cheios de lágrimas, perguntou para o autor, quantos socos pretendia dar em seu amigo. Surpreendido, o garoto perguntou o motivo dessa “estúpida” pergunta. Byron, disse: “Se não se importar, gostaria de receber a metade”.
Byron conquistou, também, o diretor de seu colégio, o doutor Joseph Drury, que — de tanta afeição — ofereceu-se para ensinar latim e grego a Byron. O dr. Drury foi um grande condutor do menino Byron, porém ganhou diversos momentos de enxaquecas pela ousadia disciplinar do garoto.

## Polêmica
Byron havia se irritado com as audácias malignas da mãe. Com isso, resolveu deixar a cidade de Southwell e partiu para Londres. Lá, enquanto esperava alcançar a maioridade, Byron decidiu ser poeta, embalado pelos literatos que, durante toda sua adolescência, leu.
Escreveu uma série de poemas e, apoiado por uma amiga de Southwell — cujo nome era Elizabeth — publicou o seu primeiro livro: Horas Ociosas. Byron havia dedicado grande parte de seu tempo para concretizar o projeto. Deixou ao encargo de Elizabeth a organização e a impressão. Os primeiros exemplares impressos foram distribuídos a amigos e conhecidos. Logo então, os consequentes exemplares foram entregues às livrarias e propostos a consignação. Byron, ansioso, visitava o máximo possível de livrarias para conferir a vendagem, que por sinal era boa.
Logo, começaram as críticas: as pessoas de Southwell não haviam gostado do livro, faziam críticas frias ao trabalho de Byron e se sentiam ofendidas com suas manifestações de ódio ao lugar (Southwell). Já a crítica se ocupou da duplicidade de opinião de sempre: uns elogiavam, outros arrasavam.
Byron recebia elogios de seus amigos e de familiares distantes. Porém, um aviso sobre um artigo hostil e violento que seria publicado na Revista de Edimburgo — principal órgão liberal escocês, lhe chegou aos ouvidos. Ele esperava com grande ansiedade, mas não esperava tanto: “A poesia desse jovem Lorde pertence àquela cuja existência nem Deus e nem os homens admitem. Para diminuir seu crime, o nobre autor apresenta sobretudo o argumento de sua menoridade. Provavelmente pretende dizer: vejam como um menor pode escrever! Este poema foi feito por um rapaz de 18 anos… e este por um de 16!…”, e por aí prossegue, com um tom igualmente cruel. Byron ficou arrasado. Pensou em replicar, mas decidiu calar-se — por enquanto. Relevou o fato de que todos os escritores passam por isso em suas respectivas carreiras e prosseguiu com a mesma empolgação.
Lorde Byron decidiu partir para uma viagem incógnita, na qual ele pretendia descobrir as belezas dos países vizinhos a Inglaterra. Visitou vários países e despencou seu gosto à beleza contrastante entre as obras góticas e as produzidas pela guerra. Byron achava lindas as paisagens de uma cidade destruída. Obteve diversas experiências e voltou renovado para Inglaterra. Foi, então, convocada sua presença na Câmara dos Lordes para tomar posse de seu cargo. Byron agiu completamente contra as tradições que assolavam a Câmara: primeiro, foi acompanhado apenas de um amigo, enquanto a presença da família nunca deixou de existir como princípio aos lordes. Depois, agiu como um indiferente ao receber os cumprimentos do presidente da Câmara. Seu amigo espantou-se ao presenciar tamanha arrogância: Byron ofereceu ao “presidente” apenas as pontas dos dedos como forma de, segundo ele, “não iludi-lo em relação ao seu possível apoio, pois não o daria a ninguém deste lugar”.
O tempo se passou e o poeta resolveu lançar seu mais novo trabalho: Childe Harold. O livro contava suas aventuras durante a viagem pela Europa e foi concebido pela sociedade como um novo fenômeno literário. Byron, de início, não acreditava que seu livro fosse capaz de causar tanto frisson; contudo, foi o que aconteceu. A obra explodiu como uma bomba prestes a iniciar novos tempos na vida de um homem que, por sua vez, estava prestes a viver algo bem mais explosivo que o sucesso: o incesto.
Nasce o Don Juan e a eterna tormenta…
A nova vida se instalava com ares de idolatria. Um rei suspenso de seu posto por toda vida e que definitivamente tomava seu devido lugar. Byron era aclamado em todos os cantos da grande Inglaterra. Intelectuais, políticos, artistas e — principalmente — mulheres, proclamavam seu nome em todas as discussões imagináveis.
O pequeno jovem coxo, antes recusado por inúmeras garotas, era então o ideal imaginário de nove entre dez mulheres inglesas. Todas fantasiavam suas feições, imaginavam seus dotes e deslumbravam-se aos versos de uma literatura excêntrica e real.

## Morte
Lorde Byron morreu enquanto lutava na Guerra de independência da Grécia, em 1824, de febres contraídas no campo de batalha. Encontra-se sepultado na Igreja de Santa Maria Madalena, Hucknall, Nottinghamshire na Inglaterra.

## Exemplo de poema do autor
| "Lines Inscribed Upon A Cup Formed From A Skull" (Lord Byron) Inglês | "Versos Inscritos numa Taça Feita de um Crânio" (Tradução de Péricles Eugênio da Silva Ramos) Português |
| --- | --- |
| "Start not—nor deem my spirit fled: In me behold the only skull From which, unlike a living head, Whatever flows is never dull. I lived, I loved, I quaffed like thee; I died: let earth my bones resign: Fill up—thou canst not injure me; The worm hath fouler lips than thine. ... Where once my wit, perchance, hath shone, In aid of others' let me shine; And when, alas! our brains are gone, What nobler substitute than wine? Quaff while thou canst; another race, When thou and thine like me are sped, May rescue thee from earth's embrace, And rhyme and revel with the dead. Why not—since through life's little day Our heads such sad effects produce? Redeemed from worms and wasting clay, This chance is theirs to be of use." | "Não, não te assustes: não fugiu o meu espírito Vê em mim um crânio, o único que existe Do qual, muito ao contrário de uma fronte viva, Tudo aquilo que flui jamais é triste. Vivi, amei, bebi, tal como tu; morri; Que renuncie a terra aos ossos meus Enche! Não podes injuriar-me; tem o verme Lábios mais repugnantes do que os olhos teus. ... Onde outrora brilhou, talvez, minha razão, Para ajudar os outros brilhe agora eu; Substituto haverá mais nobre que o vinho Se o nosso cérebro já se perdeu? Bebe enquanto puderes; quando tu e os teus Já tiverdes partido, uma outra gente Possa te redimir da terra que abraçar-te, E festeje com o morto e a própria rima tente. E por que não? Se as frontes geram tal tristeza Através da existência -curto dia-, Redimidas dos vermes e da argila Ao menos possam ter alguma serventia." |

### Principais trabalhos
- Hours of Idleness (1807)
- Lachin y Gair (1807)
- English Bards and Scotch Reviewers (1809)
- Childe Harold's Pilgrimage, Cantos I & II (1812)
- The Giaour (1813)
- The Bride of Abydos (1813)
- The Corsair (1814)
- Lara, A Tale (1814) (
- Hebrew Melodies (1815)
- The Siege of Corinth (1816)
- Parisina (1816)
- The Prisoner of Chillon (1816)
- The Dream (1816)
- Prometheus (1816)
- Darkness (1816)
- Manfred (1817)
- The Lament of Tasso (1817)
- Beppo (1818)
- Childe Harold's Pilgrimage (1818)
- Don Juan (1819–1824)
- Mazeppa (1819)
- The Prophecy of Dante (1819)
- Marino Faliero (1820)
- Sardanapalus (1821)
- The Two Foscari (1821)
- Cain (1821)
- The Vision of Judgment (1821)
- Heaven and Earth (1821)
- Werner (1822)
- The Age of Bronze (1823)
- The Island (1823)
- The Deformed Transformed (1824)
- Letters and journals, vol. 1 (1830)
- Letters and journals, vol. 2 (1830)

### Poemas líricos mais curtos selecionados
- Maid of Athens, ere we part (1810)
- And thou art dead (1812)
- She Walks in Beauty (1814)
- My Soul is Dark (1815)
- The Destruction of Sennacherib (1815)
- Monody on the Death of the Right Hon. R. B. Sheridan (1816)
- Fare Thee Well (1816)
- So, we'll go no more a roving (1817)
- When We Two Parted (1817)
- Ode on Venice (1819)
- Stanzas (1819)
- Don Leon (não por Lord Byron, mas atribuído a ele; 1830)